# Dorfkirche Poppendorf

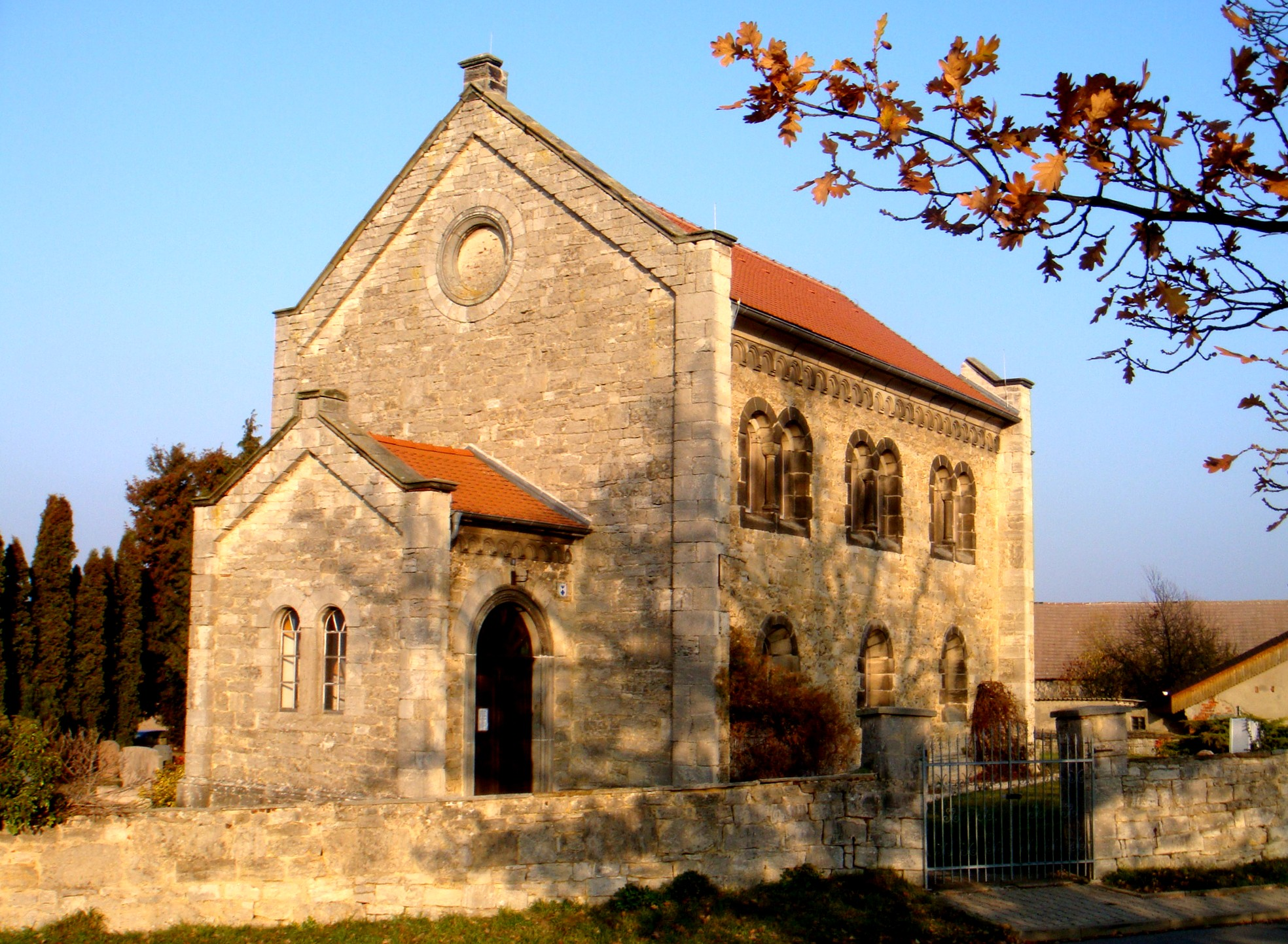
Die Kirche

Die evangelische Dorfkirche Poppendorf steht im Ortsteil Poppendorf der Stadt Schkölen im Saale-Holzland-Kreis in Thüringen. Die Kirche Poppendorf gehört zum Pfarrbereich Dorndorf-Steudnitz im Kirchenkreis Eisenberg der Evangelischen Kirche in Mitteldeutschland.

## Lage
Die Dorfkirche steht am Westende des langgestreckten Straßendorfes. Etwa in der Mitte des Dorfes, an der südlichen Seite der Straße befindet sich der überdachte Glockenstuhl mit Glocke.

## Geschichte
Es wird angenommen, dass die Kirche eine Chorturmkirche mit eingezogenem rechteckigem Chorraum und Apsis war. Ob der Kirchturm jemals errichtet wurde oder ob man sich gleich für das Glockenhaus im Dorf entschieden hat, ist ungeklärt.

## Neubau
1873/74 erfolgte der Abriss des alten Langhauses. Gleich danach baute man im neoromanischen Stil einen geplanten Turm nur als Fragment und das Kirchenschiff. Die Fassade des neuen Schiffes ist mit Rundbogenfenstern durchsetzt, und mit Biforien und Rundbogenfriesen ausgestaltet.

## Schiff
Das Schiff ist mit Emporen, Altar, Taufstein, Gestühl, einer Kanzel und mit der nicht mehr bespielbaren Orgel ausgestattet. Die Orgel hat 10 Registern, verteilt auf 2 Manuale und Pedal, wurde um 1870 von einem unbekannten Orgelbauer gebaut. Alles zusammen stellt eine geschlossene Einheit dar. Der Raum wird durch Schablonenmalerei geschmückt.